# Anatomia miłości
Anatomia miłości (lett. "Anatomia dell'amore") è un film del 1972 diretto da Roman Załuski.

## Trama
Ewa è una giovane artista, vedova. Adam è un architetto che ama andare a pesca e godere dei piaceri della vita. I due si incontrano casualmente a una mostra d'arte e iniziano a frequentarsi: trascorrono insieme il loro tempo libero in città, si godono le passeggiate e le gite in motoscafo, separandosi solo quando devono andare al lavoro. Dopo un po' di tempo, il loro rapporto subisce dei cambiamenti. Ewa teme che Adam la tradisca; è ansiosa e gelosa, al punto che Adam decide di lasciarla al termine di una festa, dandole tutta la colpa della fine della relazione. Adam riprende a frequentare una sua vecchia conoscenza, una ragazza di nome Basia. Ewa, invece, sembra non accettare la rottura improvvisa, e la sua situazione migliora solo quando incontra Andrzej, un giovane studente. Nel frattempo, Adam esce illeso da un incidente stradale nel quale perde la vita un suo amico: disperato, l'uomo cerca consolazione tra le braccia di Ewa. I due riprendono a frequentarsi, ma questa volta i loro ruoli nella relazione appaiono invertiti: è Adam a diventare giorno dopo giorno irrequieto, possessivo e irascibile, in costante disaccordo con il nuovo stile di vita di Ewa, la quale continua a vedere Andrzej di pomeriggio. I litigi sono all'ordine del giorno, eppure Adam sembra avere la soluzione: chiede a Ewa di sposarlo e lei accetta.

## Produzione

### Sceneggiatura
I titoli del film indicano Ireneusz Iredyński come autore della sceneggiatura del film. Tuttavia, all'inizio del 1973, poche settimane dopo la prima del film, Iredyński pubblicò sul settimanale Szpilki una smentita ufficiale. Iredyński affermava che Roman Załuski era da considerarsi l'unico autore della sceneggiatura del film e che il regista aveva adattato una sceneggiatura del 1969 per un film dal titolo provvisorio Klucz od bramy (Chiave del cancello). Stando al resoconto di Iredyński, Załuski avrebbe voluto realizzare un film basato sulla sceneggiatura di Klucz od bramy, ma il progetto non ottenne l'approvazione della casa di produzione. Negli anni successivi, all'insaputa dell'autore, Załuski avrebbe apportato drastiche modifiche alla sceneggiatura al fine di ottenere il permesso e i fondi per la realizzazione del film.

## Distribuzione
Il film fu distribuito in Polonia a partire dal 19 dicembre 1972.